# Al doilea joc
Al doilea joc este un film românesc documentar sportiv din 2014 regizat de Corneliu Porumboiu. Rolurile principale au fost interpretate de Adrian Porumboiu și fiul său, Corneliu Porumboiu. A avut premiera la 4 aprilie 2014. Filmul a fost selecționat la Festivalul de Film de la Berlin, ediția a 64-a, secțiunea Forum.

## Prezentare
Filmul prezintă meciul de fotbal din 3 decembrie 1988 dintre echipele Steaua București și Dinamo București văzut de Adrian Porumboiu și Corneliu Porumboiu după 25 de ani. În 1988, Adrian Porumboiu a fost arbitrul principal al meciului.

## Distribuție
- Corneliu Porumboiu — El însuși
- Adrian Porumboiu — El însuși

## Primire
Filmul a fost vizionat de 497 de spectatori în cinematografele din România, după cum atestă o situație a numărului de spectatori înregistrat de filmele românești de la data premierei și până la data de 31 decembrie 2014 alcătuită de Centrul Național al Cinematografiei.
În 2014, la TIFF, i s-a acordat Premiul Zilelor Filmului Românesc, secțiunea lungmetraj.
Cătălin Olaru în FILM,  nr. 1 din 2015 afirmă că „Al doilea joc își binemerită numele: exact asta și este, un joc (sau un hatâr sau o toană) și, ca toate jocurile, e interesant mai ales pentru cei care iau parte la el.”